# 14498 Bernini
14498 Bernini este un asteroid din centura principală de asteroizi.

## Descriere
14498 Bernini este un asteroid din centura principală de asteroizi. A fost descoperit pe 28 februarie 1995 la Colleverde de Vincenzo Silvano Casulli. Asteroidul prezintă o orbită caracterizată de o semiaxă mare de 2,76 ua, o excentricitate de 0,13 și o înclinație de 3,7° în raport cu ecliptica.